# Горені Раденці
Горені Раденці (словен. Gorenji Radenci) — поселення в общині Чрномель, Південно-Східна Словенія, Словенія. Висота над рівнем моря: 198,4 м.